# 康塞普西翁 (索洛拉省)
康塞普西翁（西班牙語：Concepción），是危地馬拉的城鎮，位於該國西南部，由索洛拉省負責管轄，面積40平方公里，海拔高度2,091米，2002年人口4,329，人口密度每平方公里108.23人。
14°47′00″N 91°09′00″W / 14.7833°N 91.15°W